# Исток (приток Исети)
Исток (ранее: Шортамский Исток, Шарташский Сток) — река в России, протекает по Октябрьскому району города Екатеринбурга и Сысертскому району Свердловской области. Устье реки находится в 555 км по левому берегу реки Исеть. Длина реки составляет 18 км. Количество притоков протяжённостью менее 10 км — 4, их общая длина составляет 10 км. Количество озёр в бассейне — 3, их общая площадь — 8,54 км².
В посёлке Малый Исток в месте впадения левого притока реки Мостовки образован пруд.

## Связь с озером Шарташ
Посредством слияния Старого и Нового Шарташских стоков имела связь с озером Большой Шарташ, но после постройки в 1943 году плотины на Старом Шарташском стоке связь прекратилась и лишь в самые многоводные годы по этому стоку течёт маленький ручей.
Согласно отдельным источникам в настоящее время началом реки является искусственный подземный сток из юго-восточной части озера, построенный в 1986 году. В районе озера Малый Шарташ русло частично теряется в заболоченной местности.

## Данные водного реестра
По данным государственного водного реестра России относится к Иртышскому бассейновому округу, водохозяйственный участок реки — Исеть от истока до города Екатеринбург, речной подбассейн реки — Тобол. Речной бассейн реки — Иртыш.
Код объекта в государственном водном реестре — 14010500512111200002776.